# 熊谷健太郎
熊谷健太郎（日语：／ Kumagai Kentarō，1994年2月16日—）是日本的男性聲優。沖繩縣出身。東京俳優生活協同組合所屬。修曼綜合學院畢業。

## 人物
2014年進入俳協Voice Actors Studio，是養成所的第45期生。
2015年加入東京俳優生活協同組合。
小學到國中一直都在踢足球，並想成為足球選手，後來因為受傷加上知道自己缺乏天份而放棄。國中三年級從足球隊退出後，知道聲優這個職業的存在，並開始以成為聲優為目標。

## 演出作品
※粗體字為主要角色。

### 電視動畫
2012年
- 你好 七葉（蕎麥麵店的客人、運動會的父親）

2015年
- Charlotte（中學男子C、職業青年兵）
- 機動戰士GUNDAM 鐵血的孤兒（少年兵、鐵華團團員、布魯瓦茲少年兵、亞斯頓·阿爾特蘭）
- 高校星歌劇（學生）

2016年
- 疾走王子Alternative（排球社、方南學園選手）
- 百無禁忌！女高中生私房話（博士[4]）
- GATE 奇幻自衛隊 在彼方的土地，如斯的戰鬥 第2期（警務隊員）
- 魔法使 光之美少女！（棒球社員）
- SUPER LOVERS（男學生）
- Anne Happy ♪（男性1）
- 田中君總是如此慵懶（男高中生A）
- 食戟之靈 貳之皿（學生A、男學生D）
- 亞爾斯蘭戰記 風塵亂舞（士兵、文官）
- orange橘色奇蹟（教師）
- 發條精靈戰記 天鏡的極北之星（伊利克·巴薩）
- 齊木楠雄的災難（男學生A、松尾平、男學生B、棒球少年B）
- 舞武器·舞亂伎 星之巨人（溫子儒）
- 機動戰士GUNDAM 鐵血的孤兒 第2期（亞斯頓·阿爾特蘭）
- 一課一練（C型學生、學生A、桑拿客B）
- 時間飛船24（桃太郎）

2017年
- 風夏（電視廣告的聲音、男性客、樂團成員、工作人員、觀眾）
- 亞人醬有話要說（男學生）
- 鎖鏈戰記 ～赫克瑟塔斯之光～（克勞斯）
- MARGINAL#4 由KISS開始創造的Big Bang（攝影師、武士）
- 人渣的本願（中學生男子B）
- Classica Loid（男學生、同級生）
- 月色真美（金子翼[5]、男子2年級社員、田徑社員、補習班的講師）
- 巴哈姆特之怒 VIRGIN SOUL（手下）
- 數碼暴龍宇宙 應用怪獸（應用山470的崇拜者）
- ID-0（操作員3）
- 騎士&魔法（斯特凡）
- 妖怪公寓的優雅日常（不良少年E、不良少年D、男學生A）
- 徒然喜歡你（高瀨春彥[6]）
- Gamers 電玩咖！（男學生A）
- 食戟之靈 餐之皿（怪人小籠包男、黑服A、審查員B）
- Code:Realize ～創世的公主～（逃兵）
- 偶像大師 SideM（握野英雄）
- 犬屋敷（香取、男子、刑事、男學生、乘客）

2018年
- 皇帝聖印戰記（提歐·柯涅洛[7]、哈魯西亞兵）
- IDOLiSH7（路邊音樂家）
- 霸穹 封神演義（廣成子）
- GUNDAM創鬥者 潛網大戰（歐巴羅）
- 重神機潘多拉（士兵）
- 罪人與龍共舞（艾梅特）
- 惡魔高校D×D HERO（痴漢男、暗影使、九尾）
- 夢王國與沉睡中的100位王子殿下（賽特）
- 昴宿七星（孟克、冒險者）
- 工作細胞（白血球〈4989〉）
- 來玩遊戲吧（桌球社學長）
- Free!-Dive to the Future-（宇佐美蒼波）
- 付喪神出租中（光源氏）
- DOUBLE DECKER！道格＆基里爾（亨利）
- 火之丸相撲（五條佑真[8]）
- 我讓最想被擁抱的男人給威脅了。（大助）
- Radiant 虛空魔境（吉吉、士兵C、住民、士兵A、異端審問官B、士兵B、群眾A）
- SSSS.GRIDMAN（今井）
- 偶像大師 SideM 有理由Mini！（握野英雄）

2019年
- Radiant 虛空魔境（住民B、住民C、士兵、Party客、住民A）
- 卡片戰鬥!! 先導者（雙劍士 MUSASHI）
- 擅長捉弄人的高木同學2（其他班級的男子1）
- 毛球剛次郎（店員①）
- 科學一方通行（狼蛛操縱者）
- 高校星歌劇 第3期（學生）
- COP CRAFT（桑德斯巡查）
- Dr.STONE 新石紀（提坦）
- Radiant 虛空魔境 第2期（吉吉、薩格拉默、騎士志願者B、衛兵B）
- 籃球少年王（不良頭頭）
- 我們真的學不來！ 第2期（客B）
- 卡片戰鬥!! 先導者 新右衛門篇（煌天神 烏拉諾斯）
- 高分少女II（參加者3）

2020年
- 空挺Dragons（加加）
- 請在伸展台上微笑（AD）
- number24（染谷誠）
- Radiant 虛空魔境 第2期（魔法使騎士團 士兵D、異端審問所 士兵A、異端審問所 士兵B、住民C）
- 索瑪麗與森林之神（哈萊索村人）
- 遊戲王SEVENS（無人機、學生、觀眾、美化委員、優、AI機器人、哥哈社幹部、無賴、現場監督、水產小學學生、合唱隊、哥哈社員、Top of Hexagon、部下、勝）
- 富豪刑事 Balance:UNLIMITED（龜井新之助）
- A3！ SEASON SPRING & SUMMER（伏見臣）
- 高校之神（韓大偉）
- GET UP! GET LIVE! #GERAGERA（狛江一馬）
- 池袋西口公園 (小說)（真島誠）
- A3！ SEASON AUTUMN & WINTER（伏見臣）
- 排球少年！！TO THE TOP（深谷謙朗）
- 戰翼的希格德莉法（隊員、春上・純太）
- 大貴族（羅札克·凱爾提亞）

2021年
- 工作細胞!!（白血球〈4989〉）
- BACK ARROW（年家盛）
- 遊戲王SEVENS（重騎決鬥俱樂部部員）
- 妖怪學園Y ～第N類接觸～（須佐野オウジロウ）
- 聖女魔力無所不能（沃爾夫）
- 給不滅的你（男）
- TSUKIPRO THE ANIMATION 2（柚月廣）
- 東京復仇者（男打羅B）
- 異世界食堂2（約翰）

2022年
- TRIBE NINE（千住百太郎）
- 里亞德錄大地（孔拉爾）
- 遊戲王GO RUSH（栗本マケル、宇宙人）
- 青之蘆葦（竹島龍一）
- ORIENT 東方少年（島津忠雪）
- 影宅 -2nd Season-（吉爾伯特、吉爾）
- 惑星公主蜥蜴騎士（丹斯·達克）
- 聖劍傳說 Legend of Mana -The Teardrop Crystal-（托瑪）
- 入間同學入魔了！（一洛[9]）
- BLEACH 千年血戰篇（技術開發局局員）
- 書蟲公主（雷涅克·歐文）
- 哆啦A夢（父親）

2023年
- 淪落者之夜（竹波[10]）
- 擁有超常技能的異世界流浪美食家（文森）
- 大雪海的卡納（亞特蘭德士兵、巴爾基亞士兵、諾賽）
- 入間同學入魔了！（仲魔）
- 為了養老，我要在異世界存8萬枚金幣（亞力克西斯）
- 文豪Stray Dogs（客人D）
- 鬼滅之刃 刀匠村篇（攻擊時透家的鬼）
- AI電子基因（學生A）
- AYAKA -綾島奇譚-（水谷純之介）
- 聖者無雙～上班族的異世界生存之道～（ジョルド[11]）

2024年
- 迷宮飯（萊歐斯[12]）
- 這個世界漏洞百出（小黑[13]）
- 多數欠（相馬隼人[14]）
- Animation x Paralympic：誰是你的英雄？（龍川真平[15]）
- 神之塔（第2期）（長·波拉洛德[16]）
- 聽說你們要結婚！？（大原拓也[17]）
- 魔王陛下RETRY！R（霧雨零[18]）

2025年
- 在沖繩喜歡上的女孩方言講得太過令人困擾（下地勳[19]）
- 雖然是公會的櫃檯小姐，但因為不想加班所以打算獨自討伐迷宮頭目（傑特·史庫雷德[20]）
- 鬼人幻燈抄（清正[21]）
- 來到棒球場捕捉我吧！（未來的父親[22]）
- Summer Pockets（三谷良一[23]）
- 外星人姆姆（六鄉保[24]）
- 我是星際國家的惡德領主！（海賊騎士）

### OVA
2016年
- 出包王女DARKNESS（男學生）※漫畫17卷附贈DVD限定版

2018年
- 無節操☆Bitch社（吉米[25]）※漫畫第3卷附贈DVD限定版

### 劇場版動畫
2017年
- 特別版 Free!-Take Your Marks-（宇佐美蒼波）

### 網路動畫
2018年
- A.I.C.O.：化身（宅配的男性、部下A）

### 遊戲
2015年
- 偶像大師 SideM（握野英雄）
- 夢王國與沉睡中的100位王子殿下（昴）

2016年
- 美男革命 愛麗絲與戀之魔法（零[26]）
- 為了誰的鍊金術師（里根、納薩里奧）
- 悠久之Tierblade -Lost Chronicle-（佛烏）

2017年
- A3！（伏見臣）
- 悠久之Tierblade -Fragments of Memory-（佛烏[27]）
- 在茜色世界與君詠唱（小林一茶）
- 偶像大師 SideM LIVE ON ST@GE!（握野英雄）
- 卡巴拉島～我想成為召喚士～（伊諾特）

2018年
- D×2 真·女神轉生 Liberation（瓦基特·契柯夫[28]）
- 幻靈物語（姜維、甘寧、許褚）
- Summer Pockets（三谷良一[29]）
- 皇帝聖印戰記（提歐·柯涅洛[30]）
- 皇帝聖印戰記 戰亂的四重奏（提歐·柯涅洛）
- IDOL FANTASY（神音聰真[31]）

2019年
- 刀劍亂舞 （治金丸）

2023年
- 棕色塵埃2（奥尔施塔因）

2025年
- 優米雅的鍊金工房 ～追憶之鍊金術士與幻創之地～（利希特）
- 薑餅人之塔 （紫玉甘藍餅乾）

### 廣播劇CD
- THE IDOLM@STER SideM ST@RTING LINE（2016年，握野英雄）
- 「機動戰士GUNDAM 鐵血的孤兒」EPISODE DRAMA 壹（2017年，亞斯頓·阿爾特蘭[32]）

### BLCD
- 無節操☆Bitch社2（2017年，吉米）
- 嫁給我吧（2017年，園崎柊次郎）
- 我不知道的他們的祕密2（西山聰太[33]）
- α擁抱α的方法（2019年，北海流華）

## 外部連結
- 事務所官方簡歷 （页面存档备份，存于）（日語）
- 熊谷健太郎的X（前Twitter）（日語）